# Camaldoli (Campanie)
Pour les articles homonymes, voir Camaldoli (homonymie).
Camaldoli est une frazione de la commune de Campagna dans la province de Salerne en  Campanie (Italie).

## Géographie
Camaldoli est situé sur une colline à l'est de la municipalité, sur la route qui relie Eboli à Contursi Terme.
Le hameau a donné son nom à l'Hortus Calmadulensis, jardin botanique privé de la Villa Ricciardi (it), résidence du comte Francesco Ricciardi, où Friedrich Dehnhardt, jardinier en chef, a décrit Eucalyptus camaldulensis.

## Sources
- (it) Cet article est partiellement ou en totalité issu de l’article de Wikipédia en italien intitulé « Camaldoli (Campania) » (voir la liste des auteurs).